# Tiqqi
Tiqqi é uma comuna Marroquina localizada no sul do país, com uma área de 263 km² e 6.378 habitantes em 2024.  Administrativamente pertence a região de Suz-Massa, prefeitura de Agadir-Ida ou Tanane e circulo de Agadir Atlantique.

## Geografia
A comuna esta localizada a 88 km a leste de Agadir, sendo o seu relevo predominante montanhoso.

## História
A comuna foi criada em 1959.

## Demografia
Em 2024 a população da comuna era de 6.378 habitantes.

### Crescimento demográfico
O crescimento demográfico da comuna ao longo dos anos é a seguinte:
| 2024  | 2014  | 2004   | 1994  |
| ----- | ----- | ------ | ----- |
| 6.378 | 8.773 | 10.078 | 9.447 |